# Arte românica

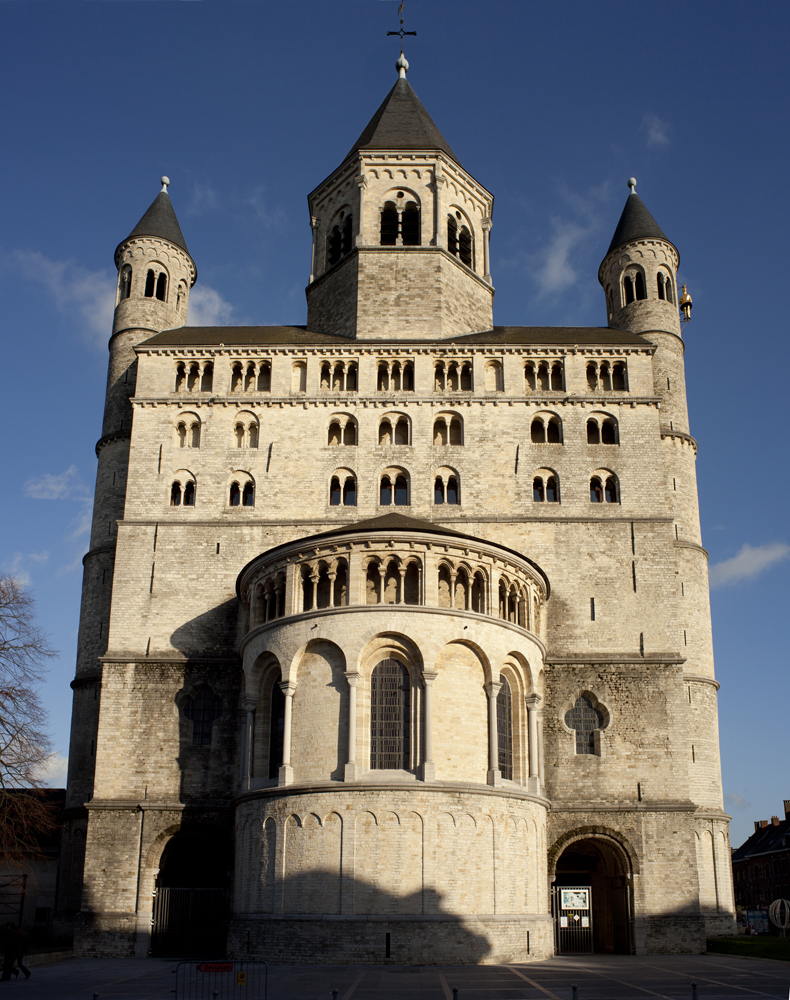
Fachada da Igreja de Santa Gertrude, Nivelles.

Arte românica é o estilo artístico vigente na Europa entre os séculos XI e XIII, durante o período da história da arte comumente conhecido como "românico". O estilo é visto principalmente nas igrejas católicas construídas após a expansão do cristianismo pela Europa, e foi o primeiro depois da queda do Império Romano a apresentar características comuns em várias regiões. Até então, a arte tinha se fragmentado em vários estilos, sendo o românico o primeiro a trazer uma unidade nesse panorama.
O termo "românico" é de cunhagem recente, foi empregado a partir da década de 1820 por Charles de Gerville e Le Prevost, e usado sistematicamente pelo arqueólogo Arcisse de Caumont, que conseguiu batizar com este termo as construções hoje conhecidas como tais.

## Contexto

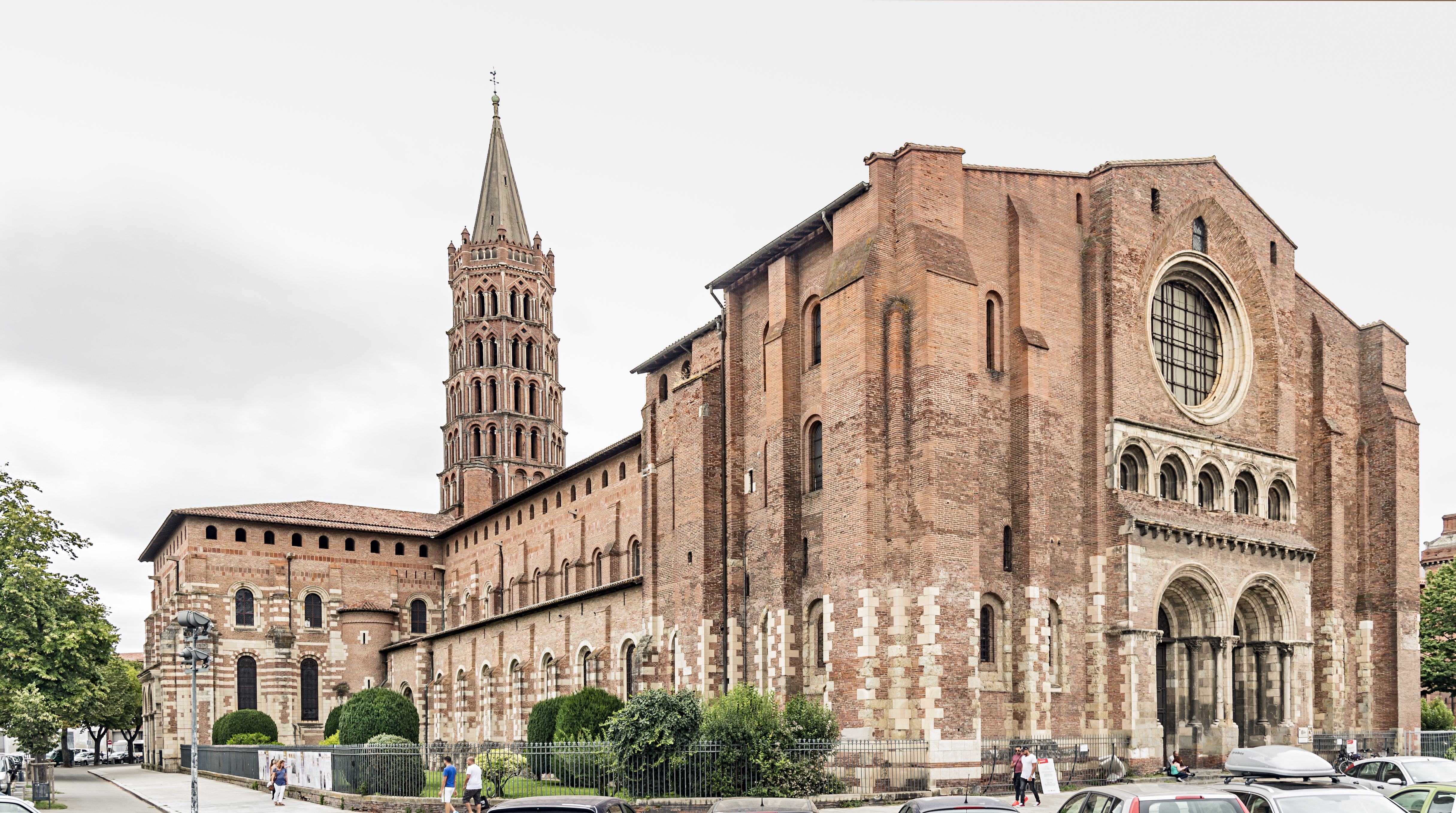
Basílica de Saint-Sernin de Toulouse, França, importante igreja de peregrinação.

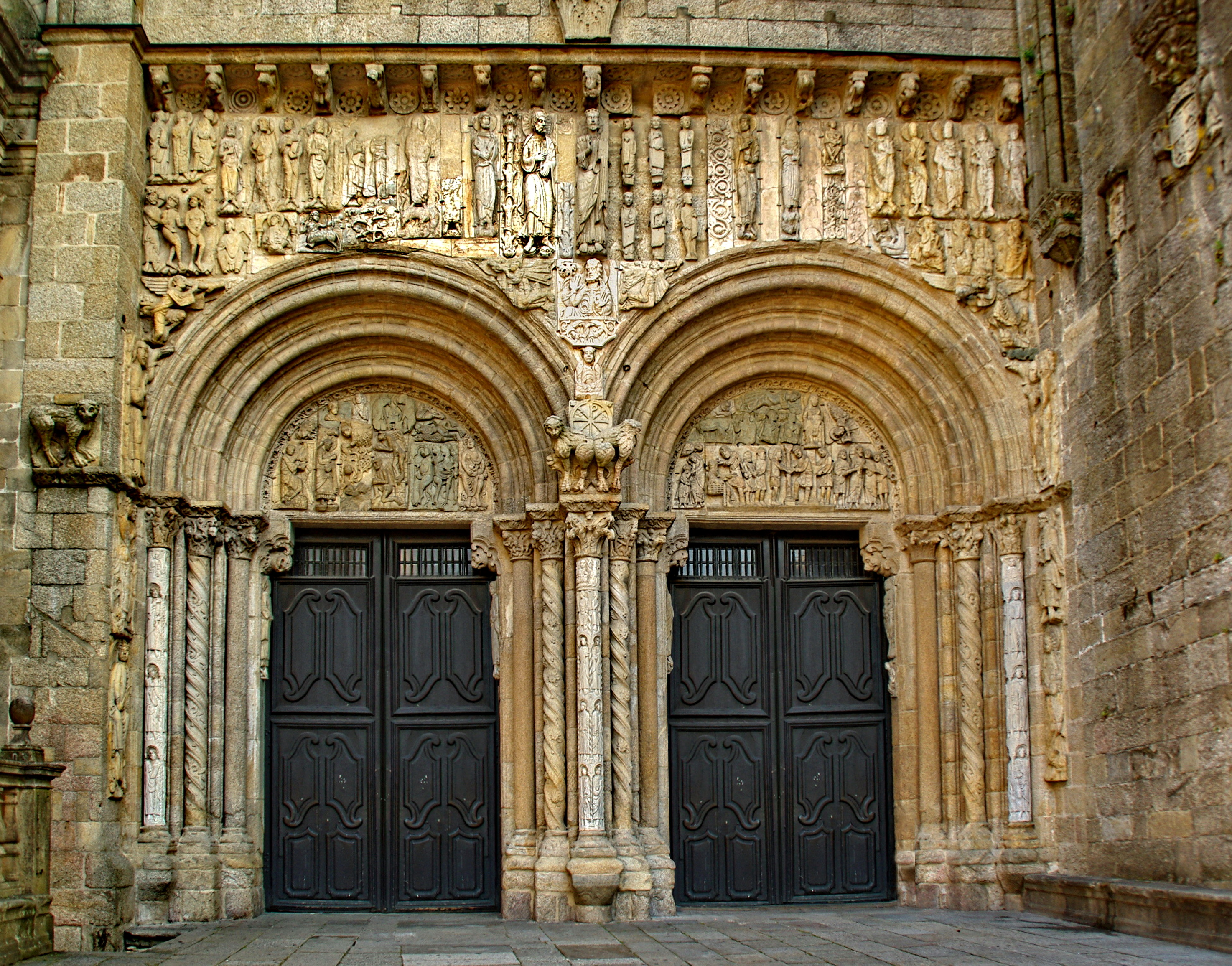
Fachada das Pratarias da Catedral de Santiago de Compostela, Espanha, com decoração monumental.

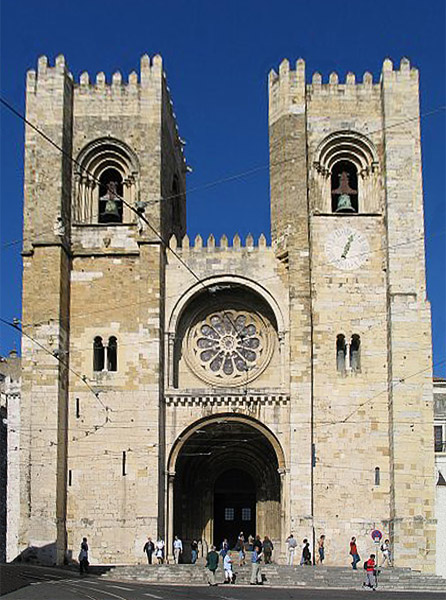
Fachada da Sé de Lisboa, Portugal.

Depois de passar por muitas turbulências desde o fim do Império Romano, aproximando-se o século XI a Europa medieval vive um momento de estabilidade e crescimento. O comércio volta a florescer e as cidades, depois de um longo declínio acompanhado por uma maciça ruralização da população, voltam a prosperar.
Nesta altura se verifica também um crescente entusiasmo religioso e uma notável expansão do monasticismo, cujas causas são, entre outras, as peregrinações que cresceram e as Cruzadas para libertar a Terra Santa. Com a fragmentação do Império Carolíngio, o papel de autoridade política central, foi, até certo ponto, desempenhado pelo Papa. Sem um poder nas mãos de um único rei, foi a Igreja que centralizou o controle sobre o pensamento e a vida da época, e foi a principal responsável pela reunificação da Europa desde a queda do Império Romano.
Esse sentimento religioso se refletiu na construção de muitas igrejas e mosteiros. Nas palavras do monge Raoul Glaber, citado por Ramalho, "à medida que se aproximava o terceiro ano após o ano 1000, via-se em quase todo o universo, em particular na Itália e nas Gálias, a reconstrução das basílicas religiosas. Era como se o mundo sacudisse de si o pó do tempo, para despojar-se de sua vetustez, e quisesse se revestir, por toda a parte, de um manto branco de igrejas".
Essa proliferação de templos determinou uma nova organização da urbanização e das práticas sociais e religiosas, onde o templo funcionava como um centro vital em torno do qual as comunidades se articulavam. Este movimento era uma consequência do fortalecimento das doutrinas referentes à fixação e sacralização do território do culto, pois nos primeiros séculos do cristianismo não havia uma grande preocupação com o local onde o culto era praticado. Para os primitivos pensadores cristãos, a sacralidade era mais difusa e onipresente, havendo uma tendência a negar o templo e as imagens para diferenciar-se respectivamente do judaísmo e do paganismo, e assim o interesse principal era construir uma comunidade de fiéis reunida numa Casa de Deus de natureza transcendente e não tanto construir locais específicos e materiais para a assembleia.
A nova ênfase na fixação do local do culto através da construção de templos era um relexo dessas ideias, além de aumentarem suas dimensões para acomodar um crescente número de padres, monges e também de peregrinos que acorriam para visitar as relíquias dos santos. Essa tendência se desenvolveu a partir do século IX e culminou no século XII com a consagração da ideia do templo como um monumento da fé e como o local sagrado por excelência. Segundo Aline dos Santos, "cada vez mais, é o pertencimento à cristandade e a submissão á Santa Sé que definem a organização do território no Ocidente medieval, que se fará em fundação de centros de poder, ao mesmo tempo laicos e eclesiais, que se vão tornando polos ao redor dos quais as comunidades se fixam. [...] O processo de sacralização do lugar de culto, intensificado nos séculos XI e XII, acompanha o progressivo aumento do papel social das igrejas na organização geral da sociedade". Com isso ocorre paralelamente um significativo florescimento das artes, que se voltavam para a ornamentação desses edifícios e recuperavam uma feição monumental que não se via desde os tempos romanos.
Ao mesmo tempo, a cristandade se organizava como uma barreira territorialmente definida para obstaculizar a expansão do islamismo, enquanto batalhava em outras frentes para extirpar os remanescentes do paganismo. Nas palavras de Matthew Johnson, "a maneira mais simples de se caracterizar o românico é entender que ele representa a Igreja sob assédio, a Igreja Militante. As igrejas românicas, escuras e com paredes grossas, representam uma espécie de fortaleza, uma fortaleza contra os inimigos da cristandade ocidental no início da Idade Média — os vikings, os muçulmanos, os lombardos e os saxões. [...] Foi uma resposta para o mundo do início da Idade Média e uma luta para reconstituir a civilização em meio ao caos pós-romano. [...] O românico representa a habilidade de muitas personalidades poderosas atuantes no seio da internacionalmente respeitada instituição da Igreja de Roma para revitalizar o comércio, a moeda, a literatura, e do próprio Império para proteger esse esforço em face de violenta oposição vinda de todos os cantos, passando pelos vikings e os hunos até os muçulmanos na Espanha. Poderia ser dito que as habilidades e os avanços na produção necessários para criar o românico estavam baseados na revitalização da vida urbana e das guildas de artesãos necessárias para criar as estruturas. Não por acaso essas cidades revitalizadas se localizavam em antigos sítios romanos e, ainda mais importante, a referência em Roma permaneceu um elemento normativo para a civilização ocidental. Política e governo, sem falar na religião, teriam sido inconcebíveis sem a rocha sólida da cultura, da lei e do prestígio romanos".

## Características

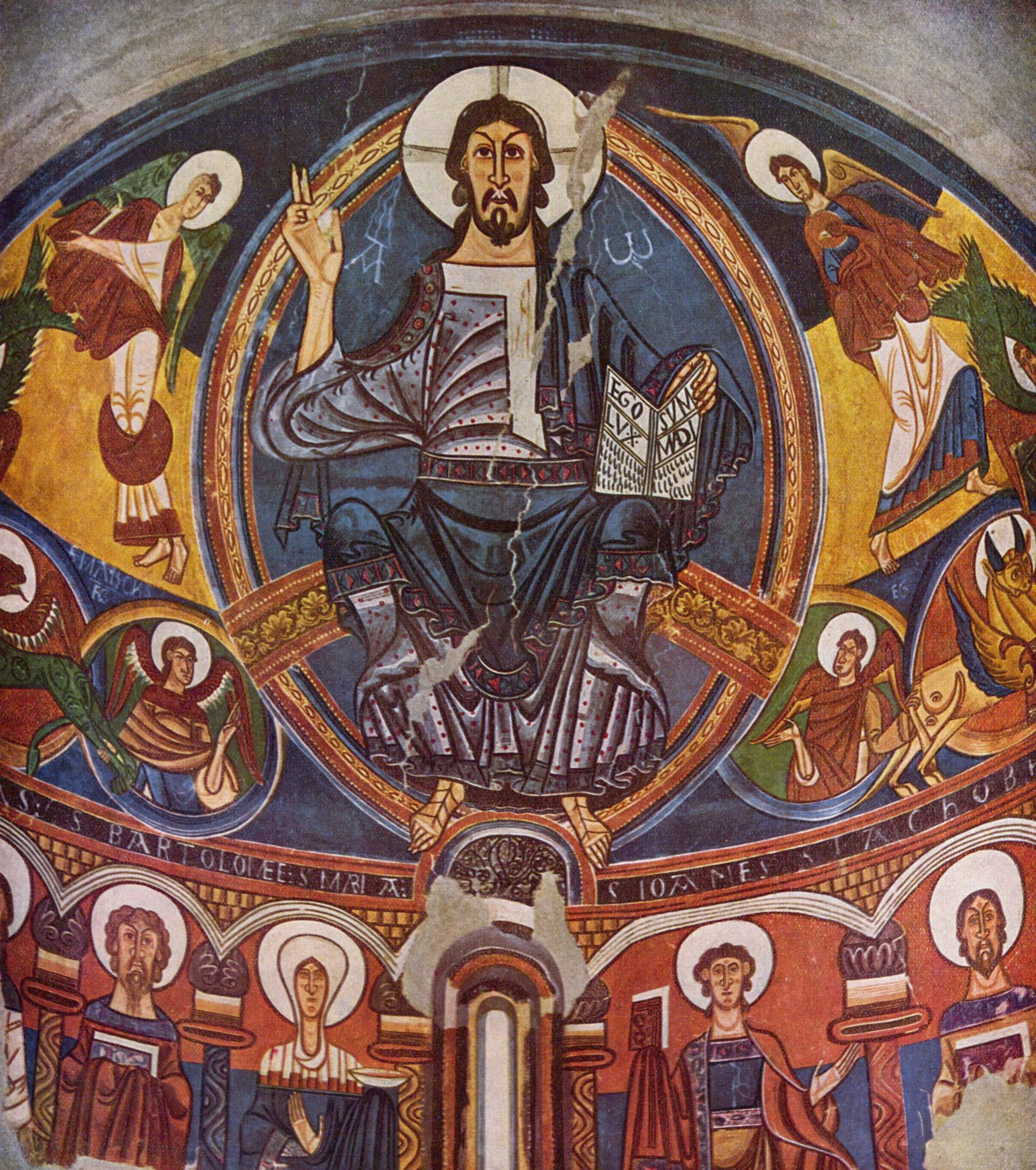
Cristo em majestade, na abside de Sant Climent de Taüll, Espanha.

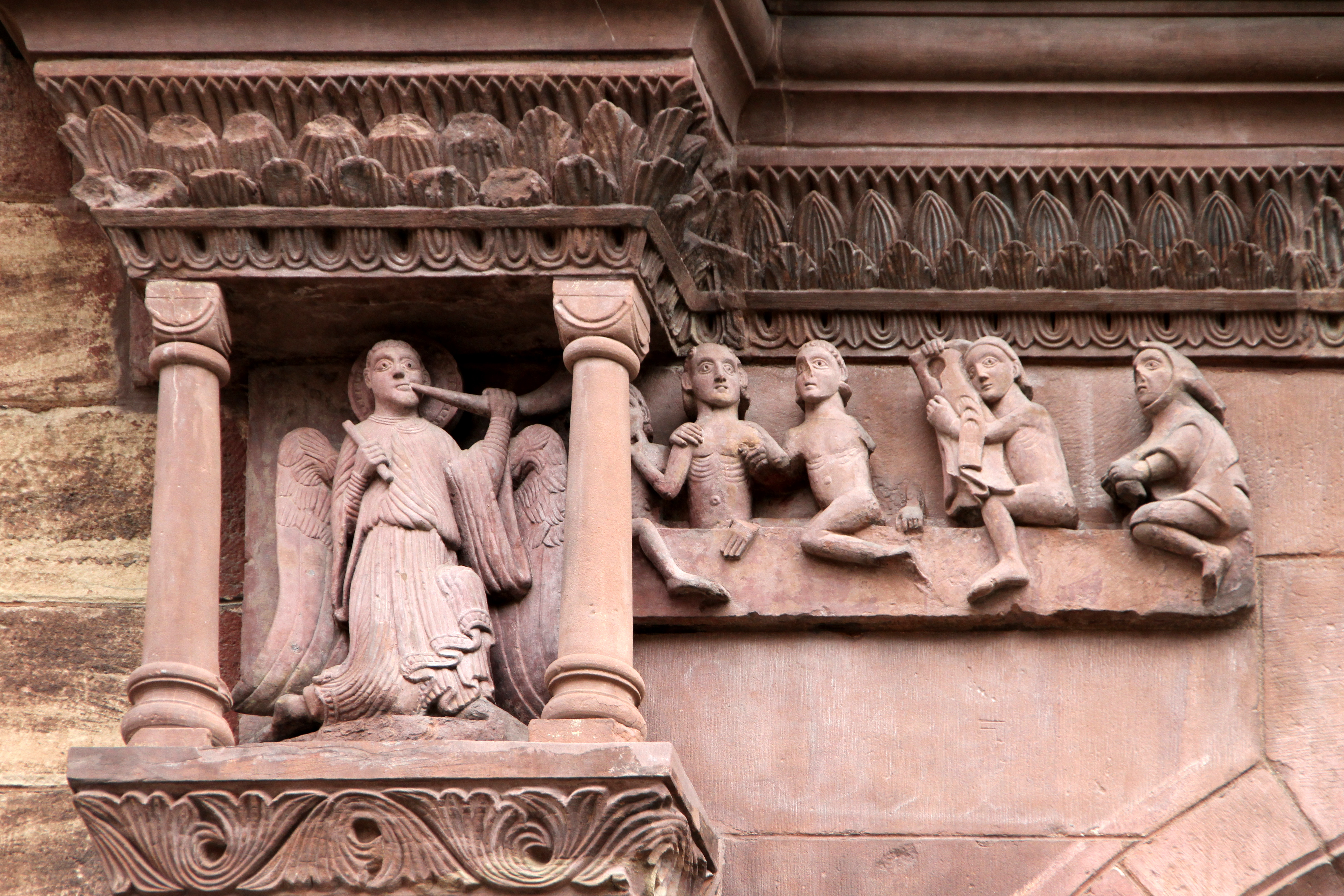
A ressurreição dos mortos, fachada da Catedral de Basileia, Suíça.

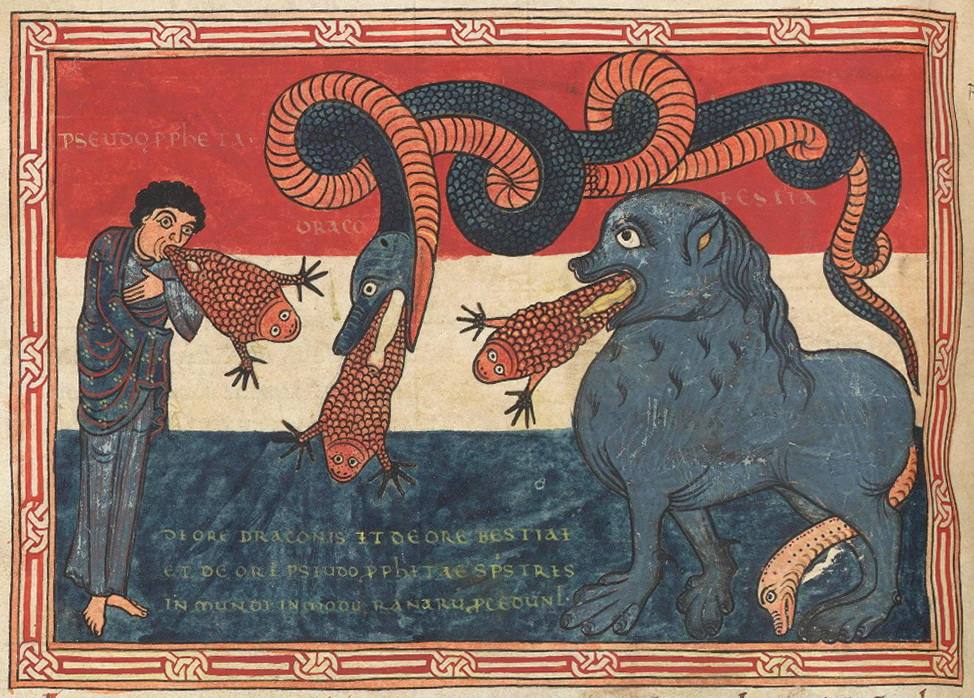
Iluminura representando espíritos impuros no Apocalipse de Saint-Sever, França.

Assim como a igreja centralizou a vida comunitária, o estilo desenvolvido neste período sob a égide do cristianismo foi o primeiro estilo com uma linguagem comum de difusão internacional desde a Antiguidade, embora tenha havido significativas variações regionais. Essa linguagem comum foi a fusão de uma variedade de influências, derivadas da arte clássica da Antiguidade, da arte bizantina, da arte insular, da arte carolíngia e otoniana e de escolas germânicas regionais. Apesar de serem conservadas reminiscências classicistas, o cânone clássico é abandonado em favor de uma arte altamente estilizada, expressiva, dramática e enérgica, com uma grande ênfase em um decorativismo luxuriante.
A arte românica é essencialmente figurativa, mas o naturalismo é quase de todo ausente, sendo adotada uma abordagem principalmente simbólica para a representação, onde o conteúdo de significado assume a primazia sobre a representação imitativa da natureza. São comuns elementos baseados em formas geometrizadas ou esquemáticas e relações matemáticas associadas com significados transcendentes. Para a mentalidade da época o mundo era uma obra divina, todos os elementos da Criação, animados ou inanimados, visíveis ou invisíveis, faziam parte de um mesmo plano que nada tinha de arbitrário, e tudo estava carregado de atributos morais e espirituais, incluindo elementos tão abstratos como as cores e os sons. Daí deriva a ênfase na composição simbólica, onde a imagem vale mais pelo significado dos seus componentes do que pelo seu aspecto, formando uma verdadeira linguagem sem palavras.
O papel didático da arte havia sido compreendido há muito templo pelo clero cristão, e vinha sendo explorado sistematicamente muito antes da emergência do românico. Gregório Magno já havia dito que "o que as Escrituras são para os educados, as imagens são para os ignorantes, que veem através delas o que eles devem aceitar". Segundo Millard Hearn, no românico o estilo e a forma "dependem do seu significado, o significado depende do propósito do objeto, e o propósito reflete aspectos específicos do pensamento medieval a respeito da função e natureza das imagens".
O pensamento simbólico em parte também explica a pouca preocupação com uma imitação fiel da natureza, e a liberdade em relação à imitação possibilitou o desenvolvimento de uma grande variedade de formulações estéticas para a representação do corpo humano, dos animais e plantas e da paisagem. Havia uma percepção do Belo, mas ela estava direcionada principalmente para a beleza moral e espiritual. Neste contexto, os monstros e seres fantásticos, tão presentes na arte românica — os quais se acreditava serem reais — incluindo dentro do recinto sagrado das igrejas e mosteiros, se justificavam primeiro como manifestações do maravilhoso e do surpreendente na obra divina da Criação, mas acima de tudo como alegorias de vícios e virtudes ou como contrastes necessários para o realce do Belo e do Bem.
Apesar das incertezas que subsistem na compreensão da arte do período, ela sem dúvida deve ter sido um meio eficiente de educar o povo inculto. Seu simbolismo devia ser uma linguagem acessível a todos, e sua expressividade — acentuada pelas cores vivas, contrastantes e antinaturais tão apreciadas na época, aplicadas também sobre as esculturas arquiteturais (hoje descoloridas pelos desgastes do tempo) — amplificava o impacto emocional sobre o público e remetia para o mundo sobrenatural.

## Expressões

### Arquitetura

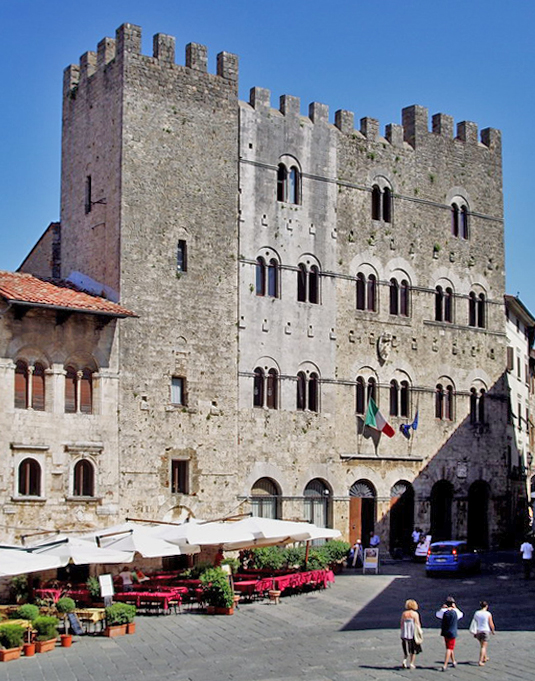
Palácio comunal de Massa Maritima.

A igreja foi a principal expressão arquitetônica durante o românico, e seu estudo tem gerando grande bibliografia. No entanto, outras formas de construção também foram dignas de nota, como os palácios, mansões e castelos, mas nestes campos os estudos ainda são muito escassos e os remanescentes edificados daquele período são poucos. Os primeiros exemplos bem caracterizados de igrejas românicas foram construídos no início do século XI no vale do rio Loire, na França.
As igrejas são as maiores até então, e para que isso seja possível houve uma evolução dos métodos construtivos e dos materiais. Ao contrário da arte paleocristã, as igrejas são ricamente decoradas com esculturas e pinturas. Embora a mudança estilística na arquitetura já seja evidente no início do século XI, é difícil precisar os motivos que a produziram. Segundo Stalley, é provável que o dinamismo econômico do período tenha possibilitado um incremento na suntuosidade e estimulado a fantasia dos arquitetos, possibilitando erguer edifícios que iam muito além dos propósitos meramente funcionalistas, trazendo para a arquitetura referências estéticas de outros campos artísticos, como os ricos trabalhos em metal e mosaico do período precedente. O crescente profissionalismo dos construtores também deve ter desempenhado um papel relevante na transformação, possibilitando um crescimento na sofisticação dos produtos, atendendo a patronos que também se sofisticavam, tinham orgulho em oferecer monumentos esplendorosos à comunidade e rivalizavam entre si no mecenato, incentivando a inventividade dos artistas para que criassem obras originais. São comuns nas fontes coevas descrições das igrejas principais carregadas de elogios quanto à sua riqueza, beleza, esplendor e diversidade decorativa.

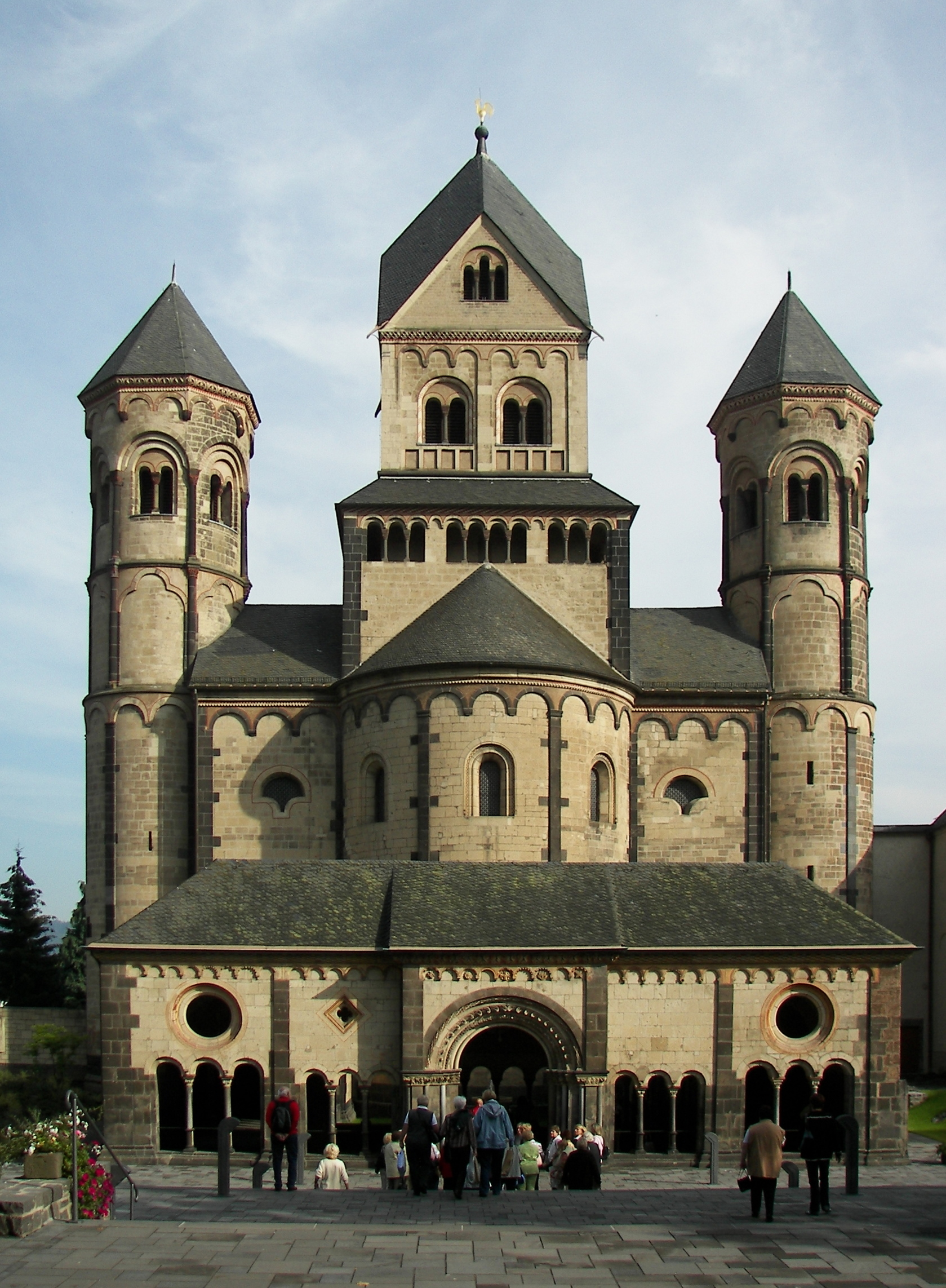
Igreja da Abadia de Maria Laach.

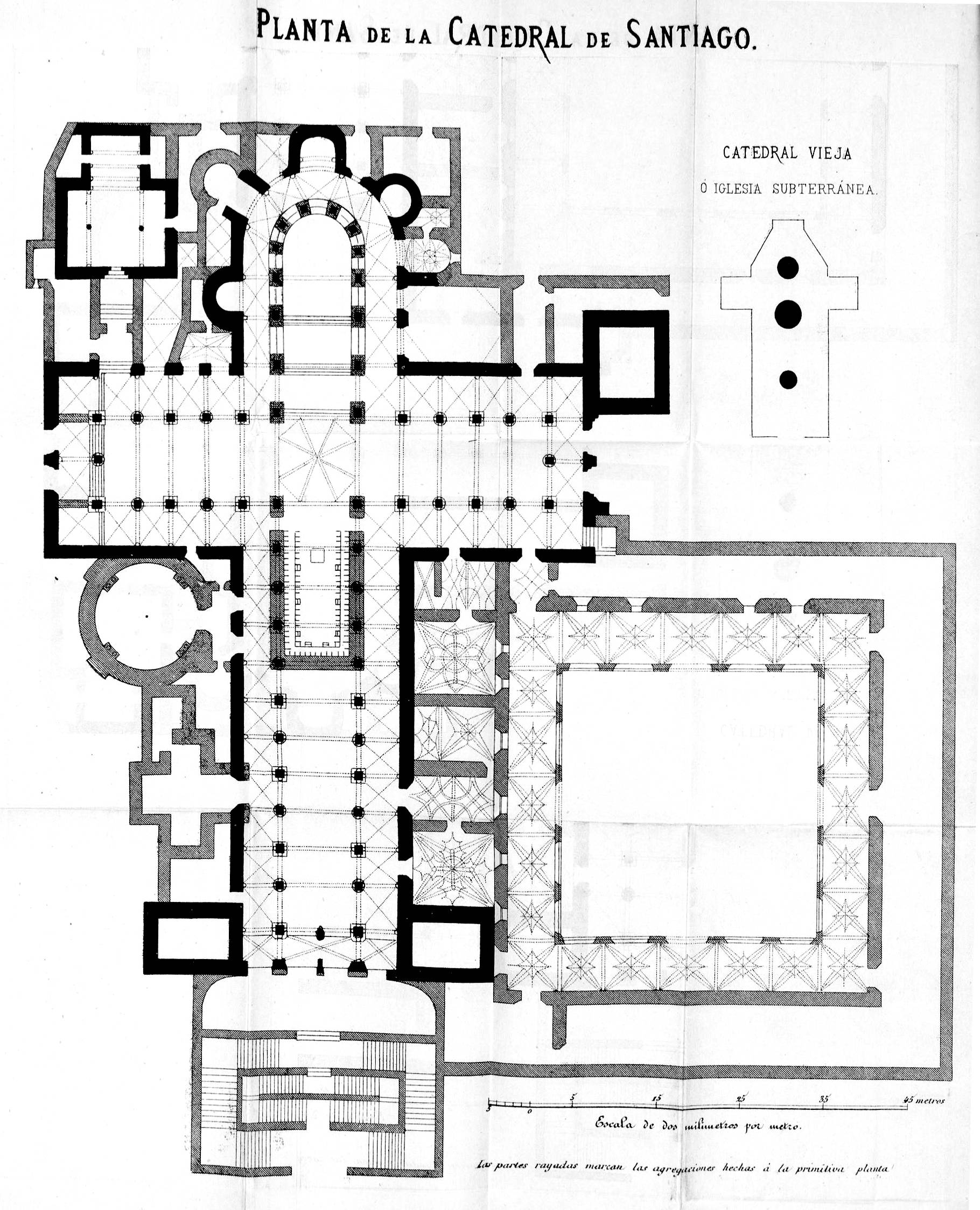
Planta da Catedral de Santiago de Compostela.

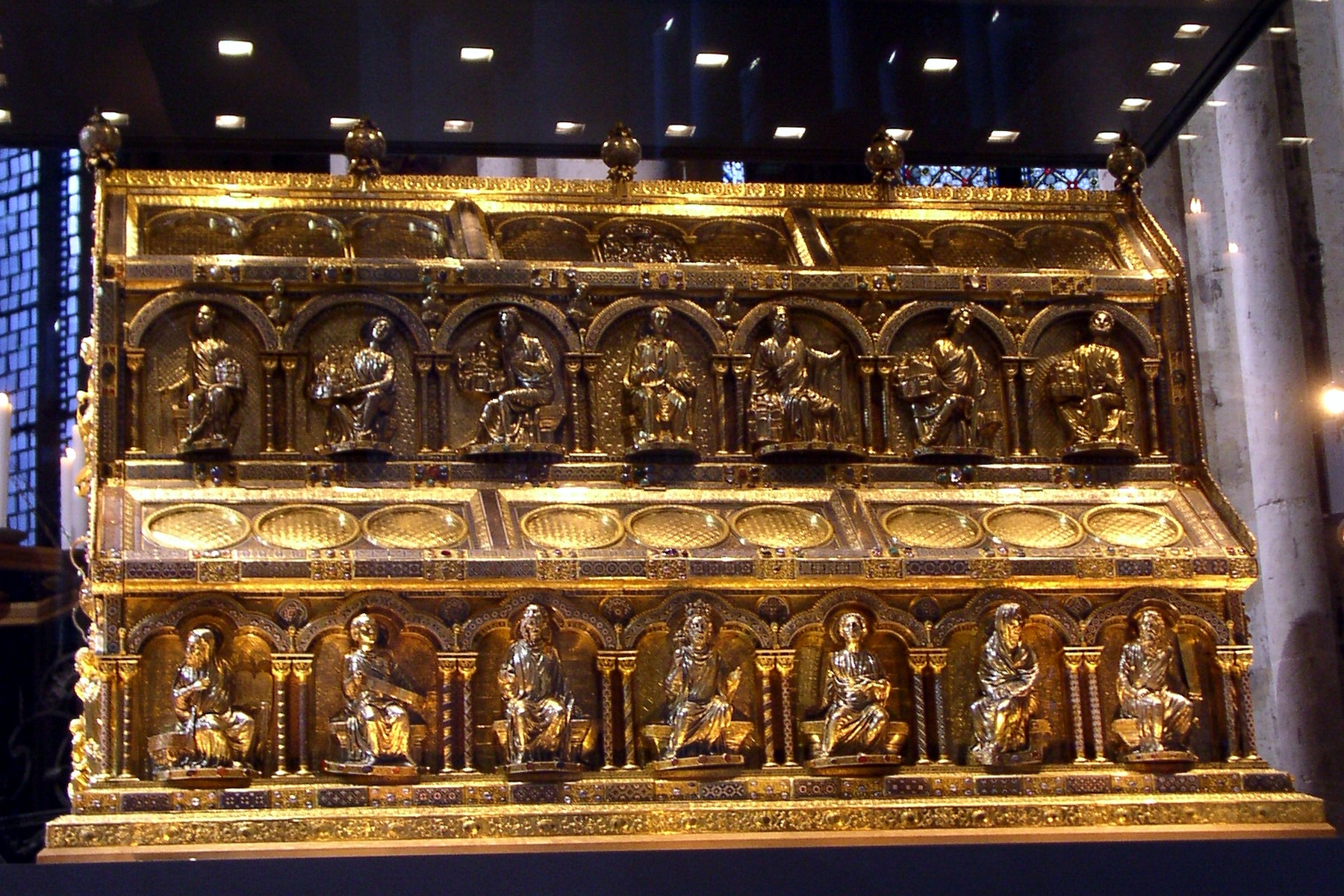
Relicário dos Três Reis Magos, Catedral de Colônia, Alemanha.

A pedra foi empregada na construção e o telhado de madeira foi trocado por abóbadas de berço e de aresta, mais condizentes com uma igreja que representa a "fortaleza de Deus". Construções sólidas, paredes grossas, com contrafortes ao estilo de fortificações, com recurso a ameias; janelas pequenas, produzindo interiores escuros; uso de arcos redondos ou abóbadas perfeitas (também designadas abóbadas de berço); uso de plantas derivadas do modelo da basílica de origem romana, geralmente com três naves (central e duas laterais mais estreitas). As edificações são desenhadas com um novo senso de ordem, ritmo e clareza, sujeitando todos os elementos a um único princípio norteador e estruturante.
Os conjuntos eclesiásticos seguem, geralmente, a planta basilical, com uma, três ou cinco naves (geralmente três), colunas que sustentavam as abóbadas e um aspecto maciço. As janelas são pequenas porque as paredes têm função estruturante e suportam todo o peso do teto. Haverá grande decoração, externa e internamente, através de esculturas nos tímpanos nas portas de entrada e nos capitéis e colunas, e pintura parietal nas ábsides e abóbadas das naves.
As igrejas de peregrinação surgiram neste período. Ficavam no caminho para locais sagrados, como Santiago de Compostela, Roma e Jerusalém, mantinham hospedarias que serviam de apoio e pouso para os peregrinos, além de oferecerem como atrativos as relíquias, objetos supostamente pertencentes a Jesus Cristo, a Maria e aos santos. Fomentaram o crescimento de importantes cidades em seu redor. Essas igrejas deviam ser amplas o bastante para receber a massa de peregrinos. Seguiam a planta em forma de cruz latina, com um transepto grande e uma nave longa, geralmente subdividida em uma nave central e duas ou quatro naves laterais, que se prolongavam e passavam por detrás da ábside, formando o deambulatório. Do deambulatório saiam as capelas radiantes, ou absidíolas. Esse esquema favorecia a circulação dos fiéis no interior segundo um roteiro programático. A Catedral de Santiago de Compostela foi a primeira a exibir este esquema construtivo completo. Outros exemplos são as igrejas de Saint-Sernin de Toulouse, Santa Madalena de Vézelay e Igreja de Saint-Martin de Tours. Contudo, as igrejas com este esquema eram mais custosas que o normal e esta solução não se generalizou, sendo desenvolvidas outras fórmulas arquitetônicas para acomodar os fieis em templos possuidores de relíquias.
Embora a prática da peregrinação em si tivesse iniciado já no fim do Império Romano, tornou-se uma febre na Idade Média, servindo a vários propósitos: podia ser o cumprimento de um voto, uma forma de expiação de pecados ou crimes, uma busca de uma cura milagrosa ou simplesmente o aprofundamento da fé. As rotas de peregrinação se tornaram importantes para a dinamização do comércio e para o intercâmbio cultural e artístico entre regiões distantes. As peregrinações também incrementaram a produção artística através da demanda por decorações arquiteturais, relicários, alfaias e outros objetos relacionados ao culto, bem como avivaram a imaginação cultural, sendo figuradas em pintura e escultura e recontadas na literatura erudita e no folclore oral. Também estimulavam doações dos fiéis, muitas vezes na forma de objetos preciosos ou artísticos.
Os mosteiros foram importantes para o estabelecimento da arquitetura românica, principalmente os das ordens de Cluny e Cister. Desse conjunto característico, a dependência a destacar-se é o claustro, por vincular o mosteiro ao templo e por ser a dependência mais bem cuidada do ponto de vista artístico. Geralmente possuem quatro lados, com tendência a formar quadrados perfeitos e quatro corredores resultantes em pórticos abertos com arcadas sustentadas por colunas.

### Escultura

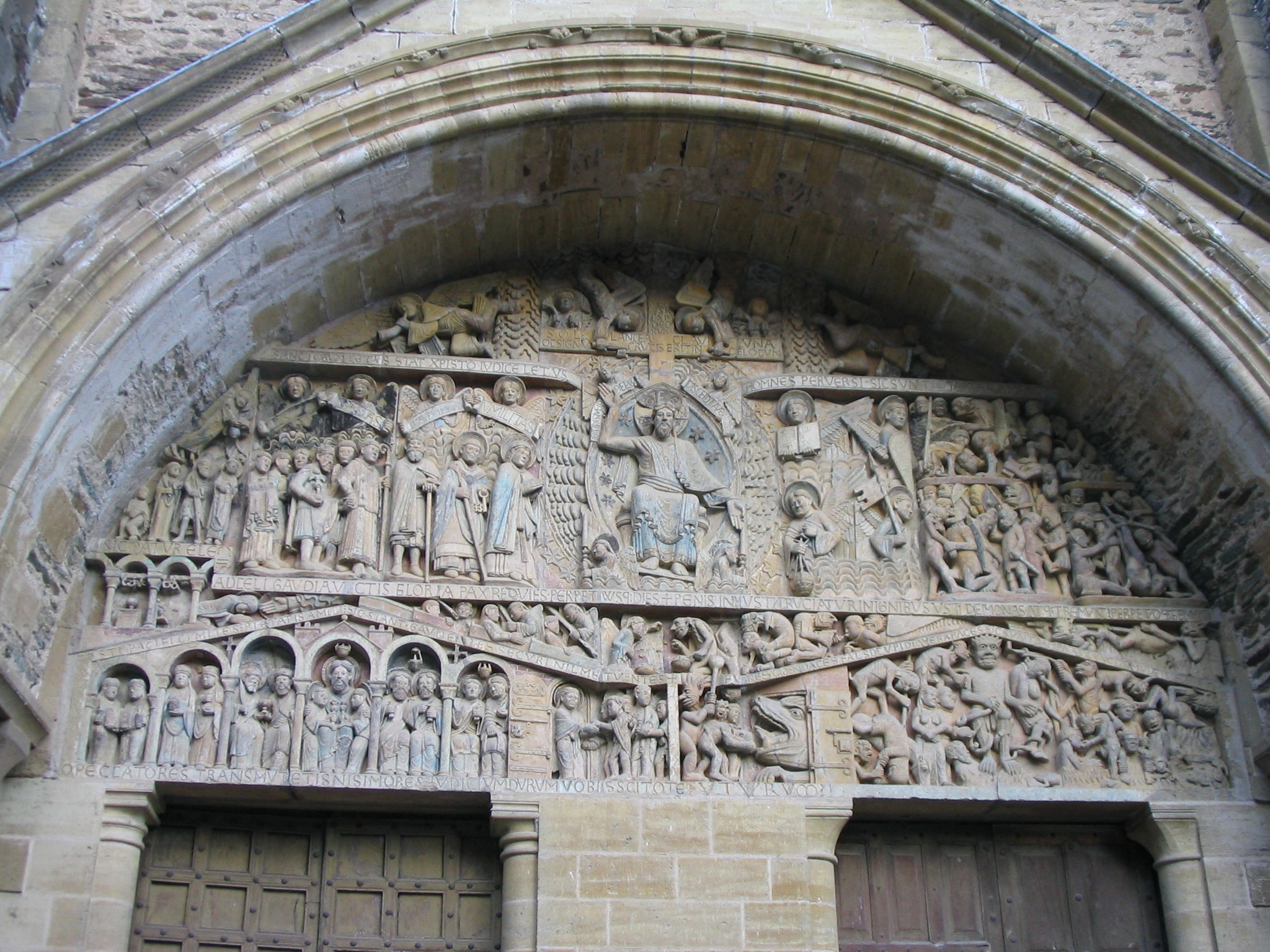
Portal decorado com escultura da Igreja de Santa Fé de Conques, França.

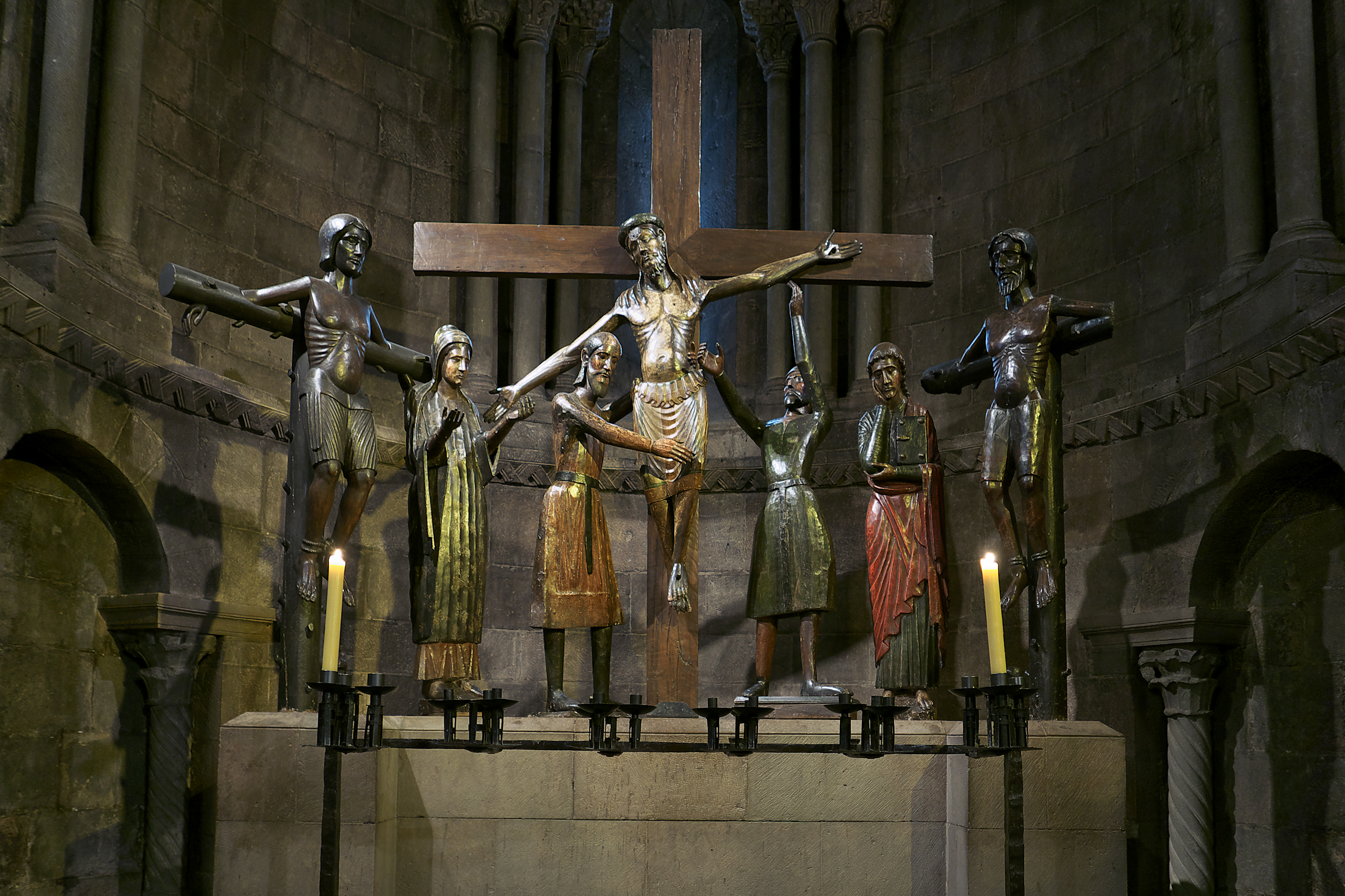
Descida da Cruz, madeira, Mosteiro de San Juan de las Abadesas, Ripollés, Espanha.

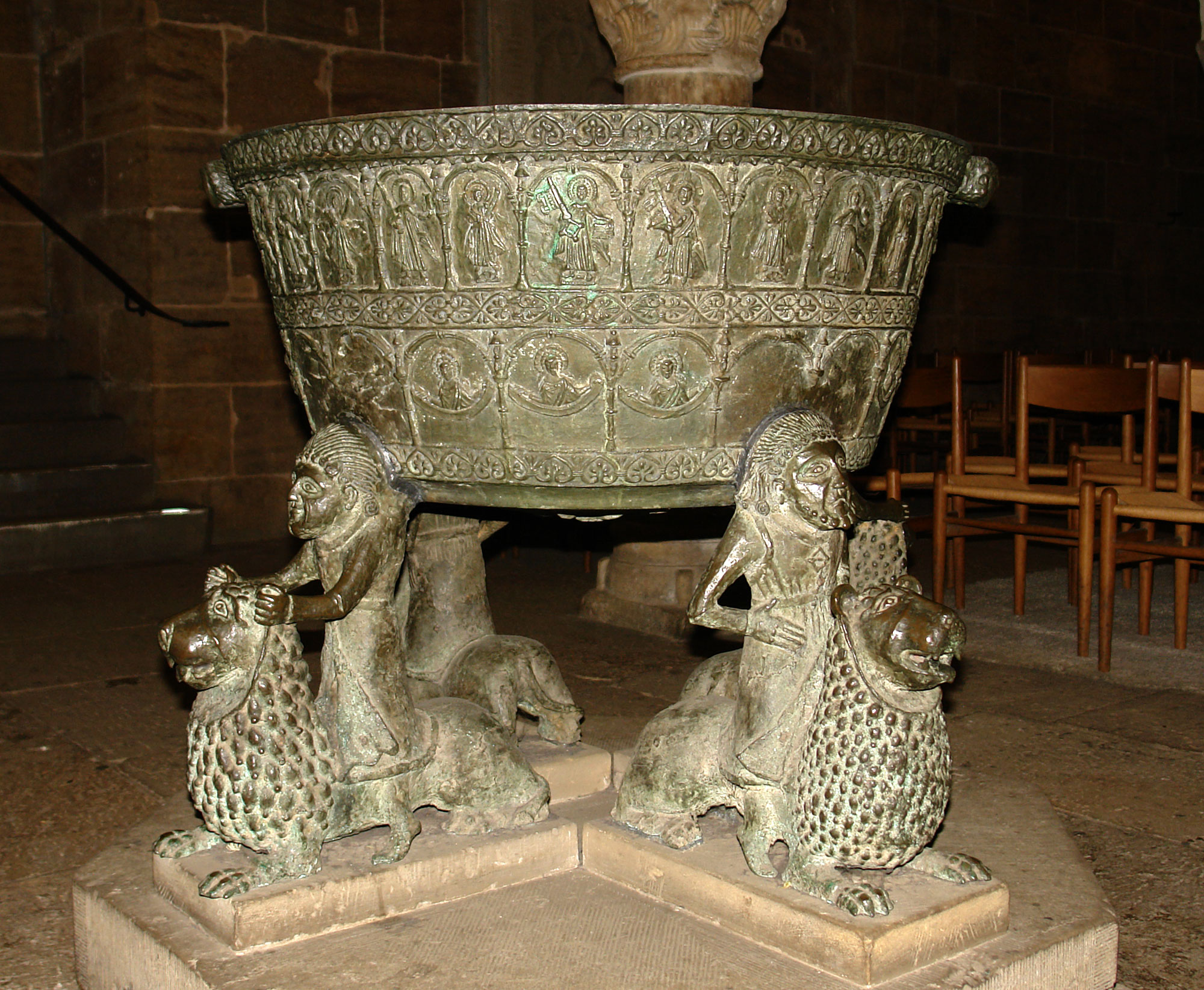
Pia batismal em bronze na Catedral de Bremen, Alemanha.

Os primeiros centros de cultivo da escultura românica surgem na passagem do século X para o século XI na França (Languedoc e Borgonha), na Itália (Apúlia, Emília e Lombardia) e na Espanha (Navarra, Galícia, Castela e Leão), onde foi ressuscitada a tradição de escultura monumental que havia sido abandonada desde a queda de Roma. A escultura que conhecemos hoje é majoritariamente de caráter religioso e vinculada à decoração arquitetural das igrejas e mosteiros, sendo realizada em pedra e instalada em fachadas, pórticos, capitéis, galerias, altares, túmulos e sarcófagos, pias batismais, tronos episcopais e outros locais. Há relativamente poucos remanescentes de peças portáteis, principalmente estatuária devocional ou grupos de altar, mas também ocorrem objetos utilitários decorados com elementos escultóricos, como mobiliário, relicários, alfaias e apetrechos litúrgicos, que podem ser realizados em madeira, metal ou marfim. A escultura profana é rara, e se concentra em decorações de residências abastadas, castelos, monumentos e edifícios públicos. Porém, não se sabe ao certo se isso reflete bem a realidade daquele tempo, pois nos séculos sucessivos um grande acervo de obras deve ter sido perdido, especialmente as peças portáteis de pequenas dimensões e realizadas em materiais mais frágeis.
As diversas escolas regionais desenvolveram características distintivas, mas no geral a escultura românica é figurativa e narrativa, destinada a ilustrar didaticamente trechos da história sagrada e do dogma religioso, sendo marcada pelas feições abstratizantes, delineando a anatomia apenas de forma esquemática, produzindo um efeito antinaturalista que enfatiza a expressividade e o simbolismo. As vestimentas, por sua vez, têm as dobras profundamente marcadas, organizadas em padrões rítmicos regulares que se afastam do comportamento natural dos tecidos reais, aumentando o caráter fortemente gráfico e estilizado das figuras. Muitas vezes as figuras são distorcidas para se encaixar no espaço arquitetural disponível. Há uma tendência a compor os conjuntos com uma profusão de figuras, com escassos espaços vazios na composição. Também é típico do românico a complementação das composições com uma pletora de elementos ornamentais, ora figurativos, derivados de motivos vegetais, ora abstratos e geométricos, além de ser corriqueira a presença de animais fantásticos.
O estudo desta área iniciou em meados do século XIX quando o medievalismo era popular, e em meados do século XX o levantamento do acervo remanescente foi praticamente completo, possibilitando ser organizada uma sistematização, mas ainda há muitas interrogações não respondidas satisfatoriamente a respeito dos conceitos teóricos e estéticos que vigoravam naquela época e sobre os significados precisos das obras. Depois de inícios dispersivos e heterogêneos, em torno de meados do século XII a escultura românica mostra uma tendência a uma unificação estilística em larga escala, mas tampouco são claros os caminhos e os motivos que levaram a isso. Além de tudo, nos anos recentes um melhor entendimento da sociedade da época abalou muitas concepções consagradas que se pensava sólidas, em particular a respeito da interpretação de obras ou monumentos específicos.

### Pintura

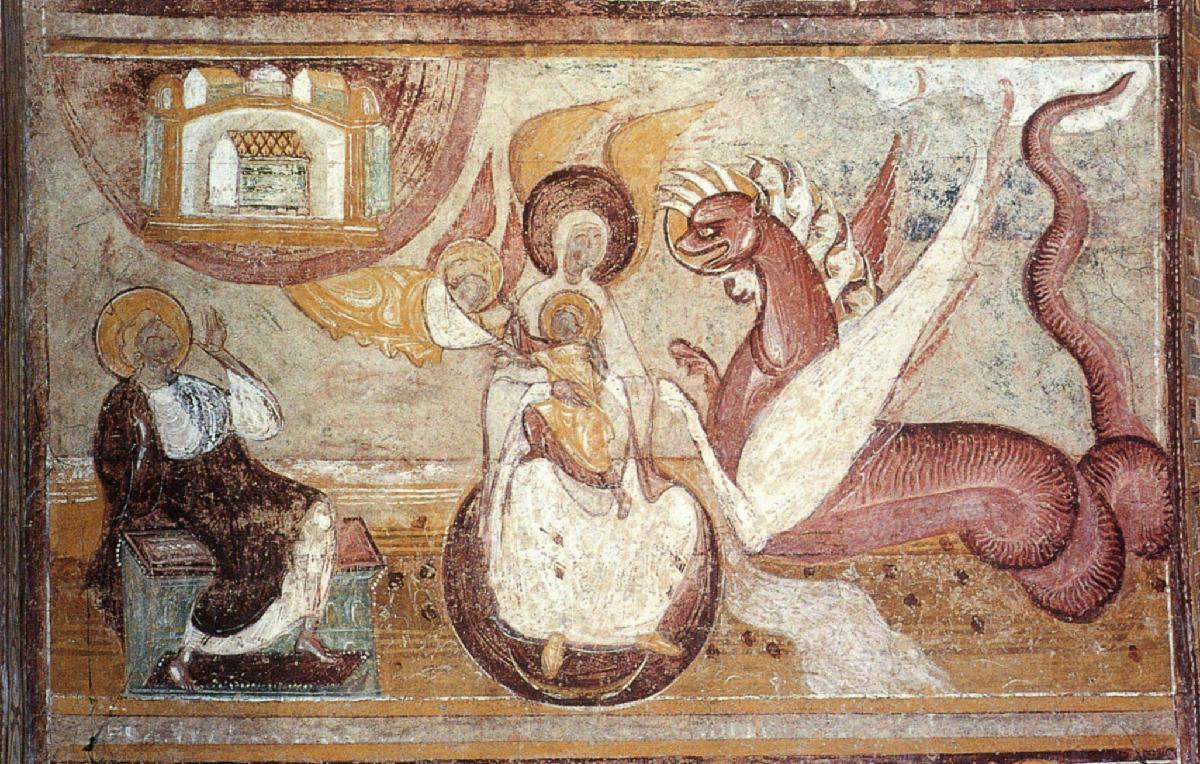
Cena do Apocalipse, afresco na Igreja de Saint-Savin-sur-Gartempe, França.

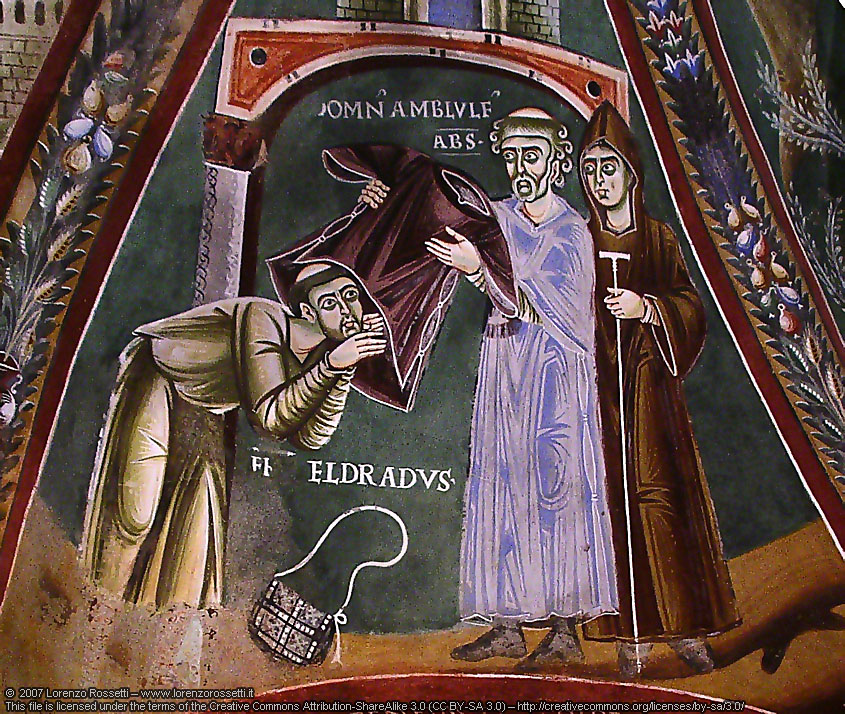
Cena da vida de Santo Eldrado, afresco na Abadia de Novalesa, Itália.

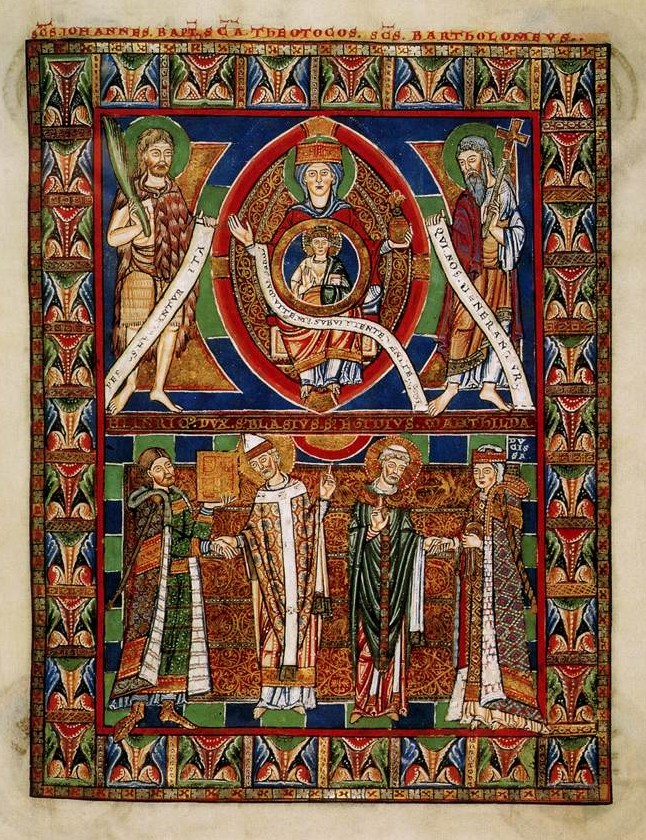
A Mãe de Deus, século XII, iluminura nos Evangelhos de Henrique, o Leão, Alemanha.

Os principais campos de trabalho na pintura são a pintura mural em afresco e as iluminuras em manuscritos. A pintura compartilha de muitas das características da escultura: é narrativa e didática, geralmente muito expressiva, tem uma veia decorativista e ornamental pronunciada, suas figuras são esquemáticas e distantes do cânone clássico, embora guardem dele algumas reminiscências, especialmente no tratamento do vestuário. O grafismo tem grande peso na constituição da obra, e o tratamento das áreas de cor pode ser bastante sumário, sem qualquer indicação de volumes ou diferenciação de texturas, funções desempenhadas em muitos casos exclusivamente pelas linhas.
Neste período se inicia a grande tradição de pintura em vitral, que no gótico chegaria a um primeiro apogeu, e depois viria a adornar as igrejas e catedrais dos períodos sucessivos até a contemporaneidade. Durante o românico se consolidam algumas tipologias iconográficas que viriam a ter grande descendência, como a do Cristo em majestade (derivação do Pantocrator bizantino), o Juízo Final, os Quatro Evangelistas, o Apocalipse, e as histórias de Adão e Eva e de Noé.
A maior parte das pinturas murais românicas foi perdida com o passar do tempo, seja devido à falta de conservação ou a reformas posteriores que substituíram a pintura primitiva. O maior acervo remanescente está entre o sul da França e o norte da Espanha e na região dos Alpes, e mesmo nesses locais os conjuntos muitas vezes foram preservados apenas parcialmente. Essa perda maciça de evidências dificulta muito o estudo da pintura mural da época e o estabelecimento das características das diferentes escolas estilísticas ou o conhecimento das vias de comunicação e de troca de influências entre elas, a fim de construir uma história da pintura coerente.
A situação quanto às iluminuras não é muito diferente, sendo raros os manuscritos iluminados a sobreviver. De fato, eles foram raros já naquela época. A imprensa ainda não existia e todos os livros eram manuscritos, sendo de produção lenta e custosa. Muito mais dispendiosos eram os manuscritos ilustrados, cuja encomenda invariavelmente provinha de mecenas ricos, como as grandes igrejas e mosteiros e nobres poderosos. As fontes de inspiração principais parecem ter sido a pintura carolíngio-otoniana e sobretudo a ítalo-bizantina, escolas onde permaneceu mais viva a herança clássica, mas também são encontrados significativos traços da arte anglo-saxônica, normanda e islâmica. A tendência ornamental é geralmente acentuada. Contudo, a diversidade estilística do período é grande e é difícil definir tendências dominantes a não ser de maneira muito superficial, a ponto de fazer muitos especialistas abandonarem as preocupações em termos de definição de um estilo geral e se concentrarem em outros aspectos da produção visual em manuscritos. A maioria dos manuscritos iluminados são de caráter sacro, como missais, bíblias, livros de horas, biografias de santos, lecionários, tratados de teologia, moral e filosofia, constituindo fontes visuais importantes para o conhecimento dos conceitos teológicos e filosóficos, das práticas exegéticas, devocionais e litúrgicas e dos sistemas de mecenato e de afirmação de autoridade político-religiosa da época, mas também ocorrem ilustrações em bestiários, tratados científicos, manuscritos musicais e outras fontes.